# Arnd Peiffer
Arnd Peiffer (n. 18 martie 1987, Wolfenbüttel, Republica Federală Germania, Germania) este un biatlonist ce a reprezentat Germania, medaliat olimpic. A participat la 3 ediții ale Jocurilor Olimpice (2010, 2014, 2018) în care a câștigat o medalie de aur, o medalie de argint și o medalie de bronz.